# Le Bourget-du-Lac
Le Bourget-du-Lac este o comună în departamentul Savoie din sud-estul Franței. În 2009 avea o populație de 4.277 de locuitori.

## Evoluția populației
| An        | 1975  | 1982  | 1990  | 1999  | 2006  | 2009  |
| --------- | ----- | ----- | ----- | ----- | ----- | ----- |
| Populație | 1.863 | 2.098 | 2.886 | 3.945 | 4.125 | 4.277 |

## Personalități născute aici
- Venance Grumel (1890 – 1967), teolog, bizantinist.